# Ettaks församling
Ettaks församling var en församling  i Skara stift i nuvarande Tidaholms kommun. Församlingen uppgick 1691 i Velinga församling.
Kyrkan återfinns idag som Ettaks kyrkoruin.

## Administrativ historik
Församlingen har medeltida ursprung och uppgick 1691 i Velinga församling.
Församlingen ingick till 1638 i pastorat med Daretorps församling som moderförsamling, därefter med Härja församling.